# Кастет ан Дорт
Кастет ан Дорт (фр. Castets-en-Dorthe) насеље је и општина у југозападној Француској у региону Аквитанија, у департману Жиронда која припада префектури Лангон.
По подацима из 2011. године у општини је живело 1198 становника, а густина насељености је износила 137,86 становника/km². Општина се простире на површини од 8,69 km². Налази се на средњој надморској висини од 20 метара (максималној 56 m, а минималној 6 m).

## Демографија
| 1962. | 1968. | 1975. | 1982. | 1990. | 1999. | 2011. |
| ----- | ----- | ----- | ----- | ----- | ----- | ----- |
| 887   | 920   | 889   | 829   | 996   | 1.124 | 1.198 |

График промене броја становника у току последњих година